# Cullen (Familienname)
Cullen ist ein englischer Familienname.

## Namensträger
- Adam Cullen (1965–2012), australischer Maler
- Alexander Lamb Cullen (1920–2013), britischer Elektroingenieur
- Angela Cullen (* 1974), neuseeländische Physiotherapeutin
- Art Cullen (* 1957), US-amerikanischer Journalist, siehe Storm Lake Times
- Barry Cullen (1935–2022), kanadischer Eishockeyspieler
- Brian Cullen (* 1933), kanadischer Eishockeyspieler
- Brett Cullen (* 1956), US-amerikanischer Schauspieler
- Bud Cullen (1927–2005), kanadischer Politiker
- Charles Cullen (* 1960), US-amerikanischer Serienmörder
- Chris Cullen, US-amerikanischer Fußballspieler
- Christian Cullen (* 1976), neuseeländischer Rugby-Union-Spieler
- Christopher Cullen (* 1946), britischer Mathematikhistoriker
- Countee Cullen (1903–1946), US-amerikanischer Autor
- Crista Cullen (* 1985), britische Hockeyspielerin
- David Cullen (* 1976), kanadischer Eishockeyspieler
- Earnest Goodsir-Cullen (1912–1993), indischer Hockeyspieler
- Edward F. Cullen, US-amerikanischer Schauspieler und Filmproduzent
- Edward Luttrell Cullen (Ted Cullen; 1895–1963), neuseeländischer Politiker (Labour Party)
- Edward Peter Cullen (1933–2023), US-amerikanischer Geistlicher, Bischof von Allentown
- Elisha D. Cullen (1799–1862), US-amerikanischer Politiker
- Elizabeth Cullen (* 1997), australische Schauspielerin, Regisseurin und Drehbuchautorin
- Francis T. Cullen (* 1951), US-amerikanischer Soziologe und Kriminologe
- Heidi Cullen (* 1971), US-amerikanische Klimaforscherin
- Henry Cullen (DAVE the Drummer), britischer Musiker, DJ und Produzent
- Ian Cullen (1939–2019), britischer Schauspieler, Drehbuchautor und Synchronsprecher
- James Cullen (Mathematiker) (1867–1933), irischer Geistlicher und Mathematiker
- James Cullen (Botaniker) (1936–2013), britischer Botaniker
- Joe Cullen (Fußballspieler) (Joseph Cullen; 1868–1905), schottischer Fußballspieler
- Joe Cullen (Footballtrainer), US-amerikanischer American-Football-Trainer
- Joe Cullen (Eishockeyspieler) (* 1981), US-amerikanischer Eishockeyspieler
- Joe Cullen (Dartspieler) (Joseph Cullen; * 1989), englischer Dartspieler
- John Cullen (Hockeyspieler) (* 1937), neuseeländischer Hockeyspieler
- John Cullen (Tennisspieler), US-amerikanischer Tennisspieler
- John Cullen (Übersetzer) (1942–2021), US-amerikanischer Linguist und Übersetzer
- John Cullen (Eishockeyspieler) (* 1964), kanadischer Eishockeyspieler
- Joseph W. Cullen (1936–1990), US-amerikanischer Onkologe
- Leo Cullen (Fußballspieler) (* 1976), US-amerikanischer Fußballspieler
- Leo Cullen (Rugbyspieler) (* 1988), irischer Rugbyspieler und -trainer
- Lorenzo Olarte Cullen (1933–2024), spanischer Magdalene Cullen
- Louie Cullen (ca. 1876–1960), englisch-britische Suffragette
- Louis Michael Cullen (* 1932), irischer Historiker und Diplomat
- Magdalena Cullen (* 2000), argentinische Sängerin
- Mark Cullen (Eishockeyspieler) (* 1978), US-amerikanischer Eishockeyspieler
- Mark Cullen (Fußballspieler) (* 1992), englischer Fußballspieler
- Martin Cullen (* 1954), irischer Politiker
- Mary Cullen (* 1982), irische Leichtathletin
- Mathew Cullen, US-amerikanischer Filmregisseur und Unternehmer
- Matt Cullen (Matthew David Cullen; * 1976), US-amerikanischer Eishockeyspieler
- Matthew Cullen (Bischof) (1864–1936), irischer Geistlicher, Bischof von Kildare und Leighlin
- Matthew Cullen, eigentlicher Name von Zero 9:36 (* 1997), US-amerikanischer Rapper und Sänger
- Maurice Galbraith Cullen (1866–1934), kanadischer Maler
- Michael Cullen (Politiker) (1945–2021), neuseeländischer Politiker
- Michael Cullen (Schauspieler), US-amerikanischer Schauspieler
- Michael Christopher Cullen, bekannt als Mike Dred (* 1967), britischer DJ und Musiker
- Michael J. Cullen (1884–1936), US-amerikanischer Unternehmer
- Michael S. Cullen (* 1939), US-amerikanischer Historiker und Publizist
- Nathan Cullen (* 1972), kanadischer Politiker
- Paul Cullen (1803–1878), irischer Geistlicher, Erzbischof von Dublin
- Peter Cullen (Leichtathlet) (1932–2010), britischer Speerwerfer
- Peter Cullen (* 1941), kanadischer Synchronsprecher
- Ray Cullen (1941–2021), kanadischer Eishockeyspieler
- Rich Cullen (* 1975), US-amerikanischer Fußballspieler
- Robert Cullen (* 1985), japanischer Fußballspieler
- Ross Cullen (* 2001), britischer BMX-Rennfahrer
- Ryan Cullen (* 1991), irisch-zypriotischer Automobilrennfahrer
- Seán Cullen (* 1965), kanadischer Schauspieler, Sänger und Komiker
- Shay Cullen (* 1943), irischer Pater und Menschenrechtsaktivist
- Sonny Cullen (1934–1999), irischer Radrennfahrer
- Thomas H. Cullen (1868–1944), US-amerikanischer Politiker
- Thomas Stephen Cullen (1868–1953), kanadisch-amerikanischer Gynäkologe
- Tina Cullen (* 1970), britische Hockeyspielerin
- Tom Cullen (* 1985), britischer Schauspieler
- William Cullen (1710–1790), schottischer Mediziner und Chemiker
- William Cullen (Politiker) (1826–1914), US-amerikanischer Politiker
- William Cullen, Baron Cullen of Whitekirk (* 1935), britischer Jurist
- William Goodsir-Cullen (1907–1994), indischer Hockeyspieler